# Ranunculus alismifolius
Ranunculus alismifolius es una especie de planta de la familia de las ranunculáceas. Es originaria del oeste de Norteamérica, desde British Columbia hasta California y Colorado, donde crece en un hábitat húmedo de montaña, tales como praderas, orillas de los arroyos y pantanos, cada vez más común a abundante en algunos lugares. 

## Descripción
Es algo variable en apariencia y hay muchas variedades que pueden ser difíciles de distinguir. En general, la planta es una hierba perenne con unos pocos tallos, por lo general, en posición vertical para erectos, tallos de ramificación desde una raíz fibrosa. Puede ser de hasta un metro de altura, o puede permanecer relativamente corto y grumoso. Las hojas varían en forma, las inferiores son hojas ovaladas y las superiores lineales a lanceoladas, todas nacen de largos peciolos. La inflorescencia tiene una o más flores, cada una en un largo pedúnculo. La flor tiene un máximo de 12 pétalos amarillos y muchos estambres amarillos y pistilos en el centro. El fruto es un aquenio, soportado en un cúmulo esférico de 12 o más.

## Taxonomía
Ranunculus alismifolius fue descrita por Geyer ex Benth. y publicado en Plantas Hartwegianas imprimis Mexicanas 295. 1848[1849].
Etimología
Ver: Ranunculus
alismifolius: epíteto
Sinonimia
var. hartwegii (Greene) PEC.
- Ranunculus hartwegii Greene

var. lemmonii (A. Gray) LD Benson
- Ranunculus lemmonii A. Gris[2]